# Ernie Beck
Ernest Joseph "Ernie" Beck, född 11 december 1931 i Philadelphia i Pennsylvania, död 12 december 2024 i West Chester i Pennsylvania, var en amerikansk professionell basketspelare (SF/SG) som tillbringade sju säsonger (1953–1954, 1955–1961) i den nordamerikanska basketligan National Basketball Association (NBA), där han spelade för Philadelphia Warriors, St. Louis Hawks och Syracuse Nationals.
Under sin NBA-karriär gjorde Beck 2 325 poäng (6,3 poäng per match), 669 assists samt 1 191 rebounds, räddningar från att bollen ska hamna i nätkorgen, på 371 grundspelsmatcher.
Han var med och vinna NBA-mästerskapet, med Philadelphia Warriors, för säsongen 1955–1956.
Beck draftades av Philadelphia Warriors i första rundan i 1953 års draft som förste spelare totalt.
Innan han blev proffs studerade Beck vid University of Pennsylvania och spelade för deras idrottsförening Penn Quakers.
Den 12 december 2024 avled han vid 93 års ålder.